# هیروفومی نوماتا
هیروفومی نوماتا (انگلیسی: Hirofumi Numata؛ زادهٔ ۱۵ اوت ۱۹۵۲) بازیکن بسکتبال اهل ژاپن بود.